# Gilles Routhier
Gilles Routhier (Leeds-Village, 9 settembre 1953) è un teologo e presbitero canadese.

## Biografia
Ha ottenuto un dottorato in teologia all'Institut Catholique de Paris e un altro in storia delle religioni e antropologia religiosa alla Sorbona. Specializzatosi nella recezione del Concilio Vaticano II in Québec, ha prodotto numerosi contributi di ecclesiologia, missiologia, catechesi e educazione della fede per adulti. È un esponente dell'ermeneutica della discontinuità.
La sua riflessione spirituale e teologica sul futuro della Chiesa cattolica in Québec suscita interesse e controversie.
Ha insegnato teologia pratica ed ecclesiologia all'Institut Catholique de Paris e insegna regolarmente all'Université Laval. 
È noto fuori degli ambienti accademici per aver testimoniato a favore dell'imposizione del corso di etica e di cultura religiosa nel corso di un processo a titolo di esperto governativo. Ha adottato una posizione opposta a quella della Congregazione per l'Educazione Cattolica  e del suo superiore il cardinale Marc Ouellet  che si opponevano al carattere obbligatorio del controverso programma governativo.

## Opere
- Gilles Routhier, Il Concilio Vaticano II. Recezione ed ermeneutica, Milano, Vita e Pensiero, 2007
- Gilles Routhier, La Chiesa dopo il Concilio, Bose, Quiqajon, 2007